# 訃報 2005年2月
訃報 2005年2月（ふほう 2005ねん2がつ）では、2005年（平成17年）2月中に物故した、又は物故が報じられた人物についてまとめる。

## （1日 - 14日）

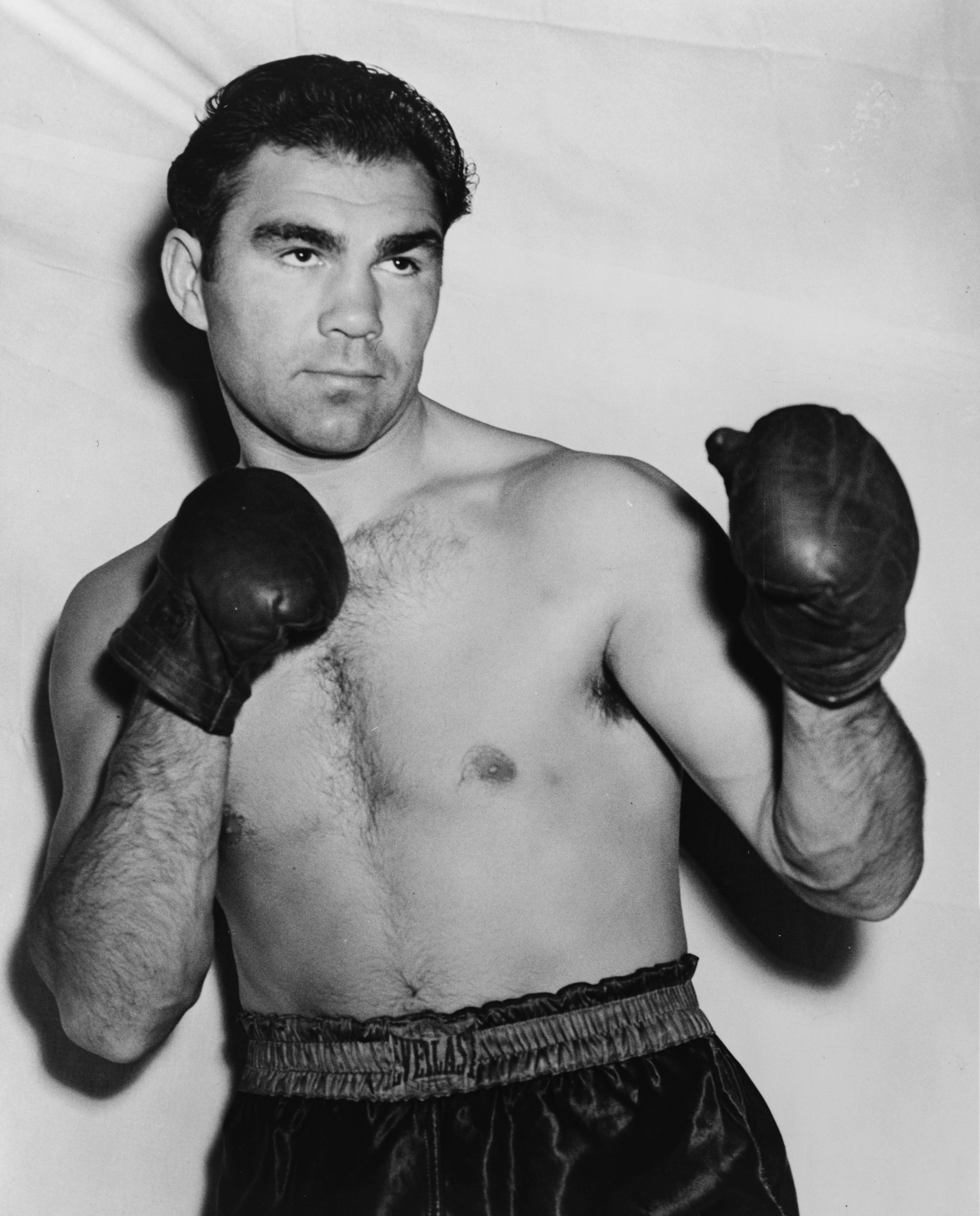
マックス・シュメリング／2月2日没

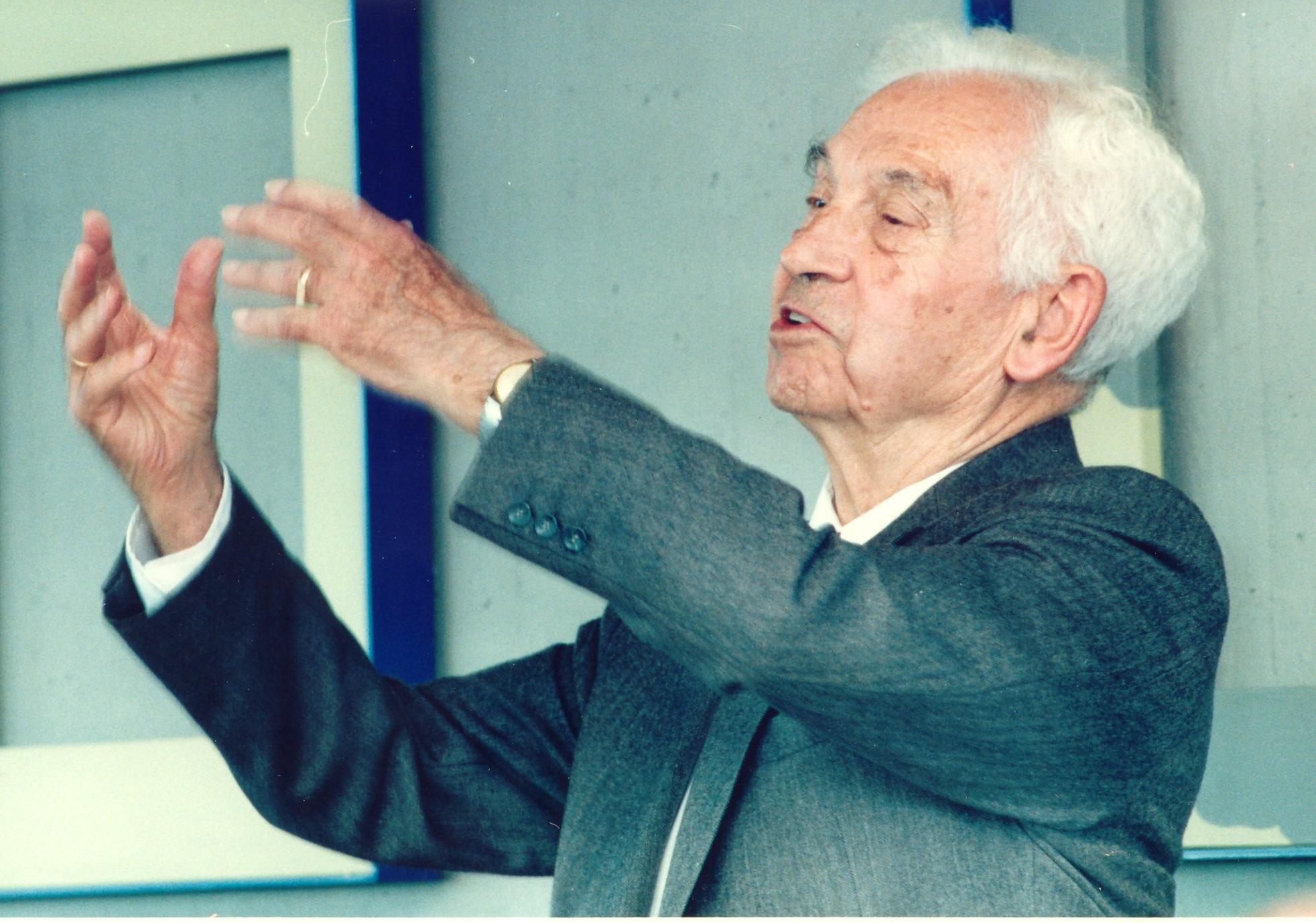
エルンスト・マイヤー／2月3日没

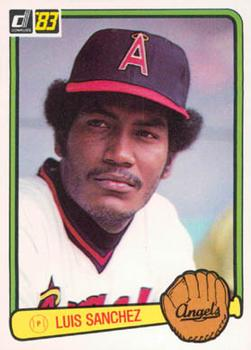
ルイス・サンチェ／2月4日没

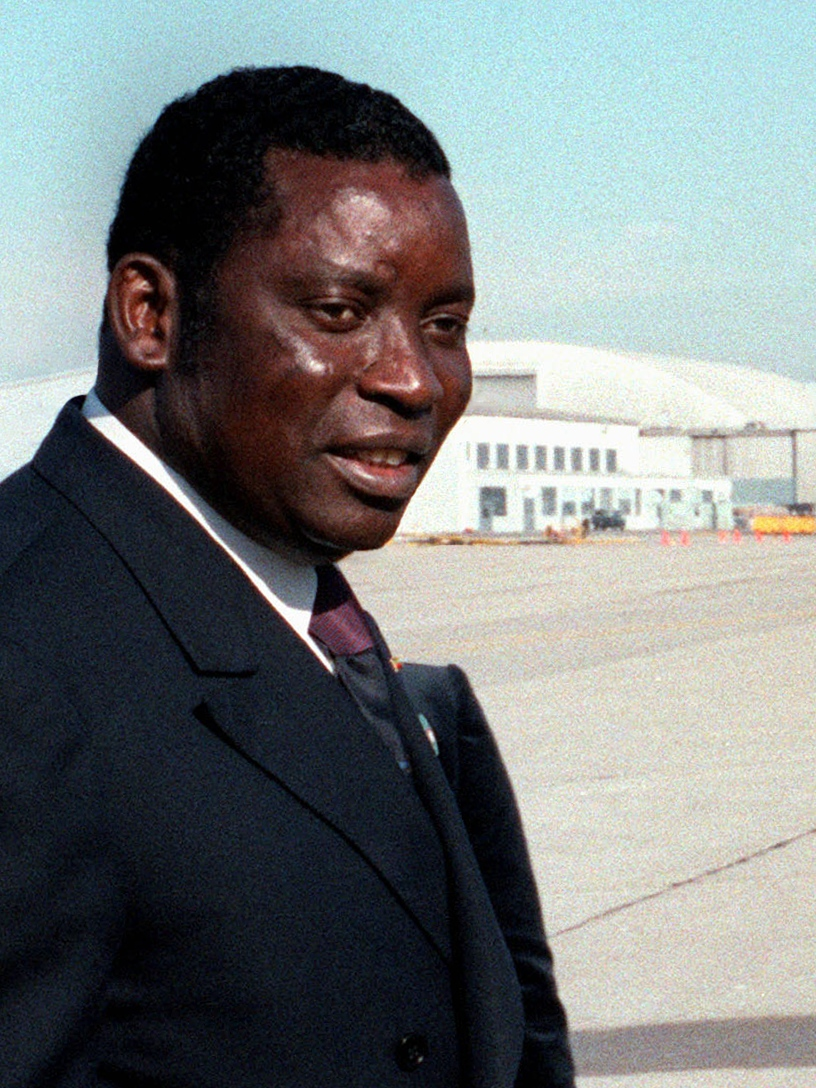
ニャシンベ・エヤデマ／2月5日没

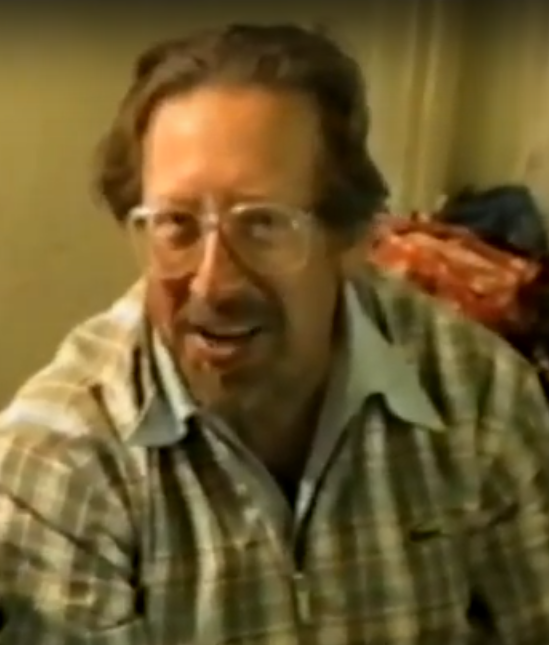
ラザール・ベルマン／2月6日没

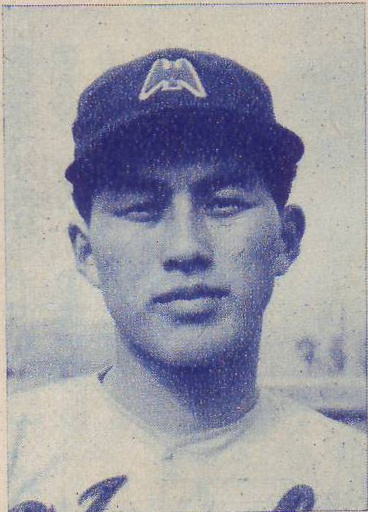
皆川睦雄／2月6日没

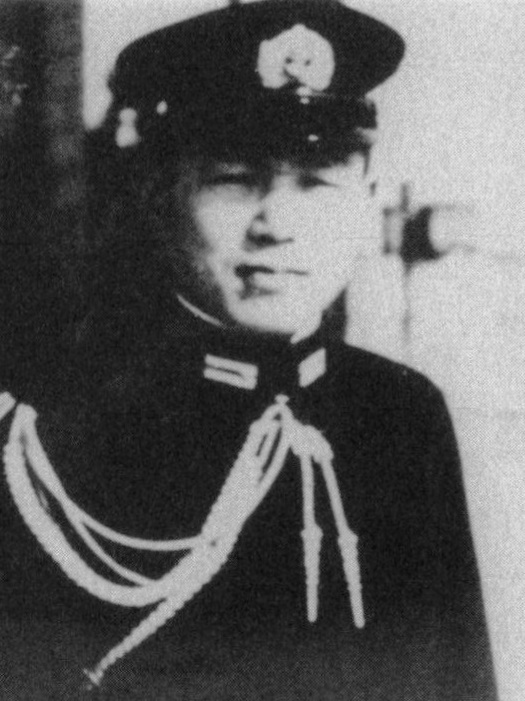
千早正隆／2月8日没

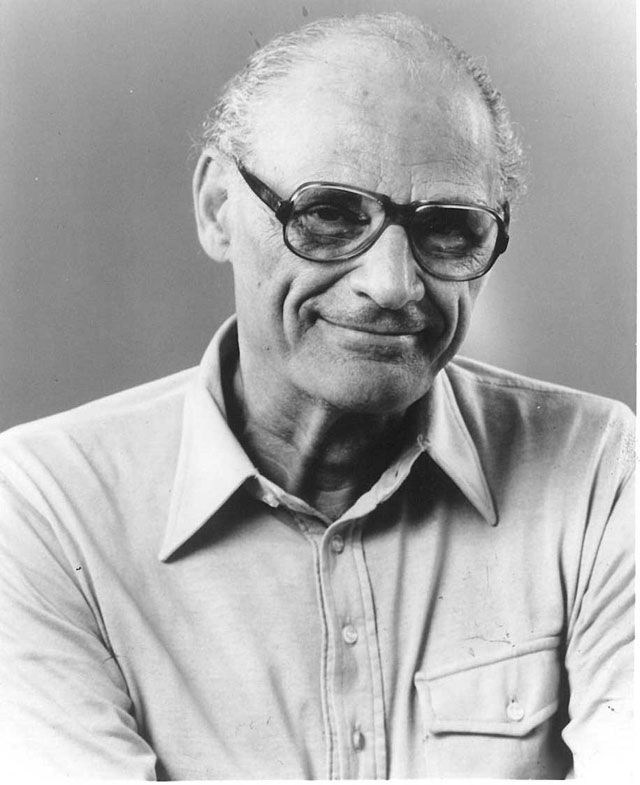
アーサー・ミラー／2月10日没

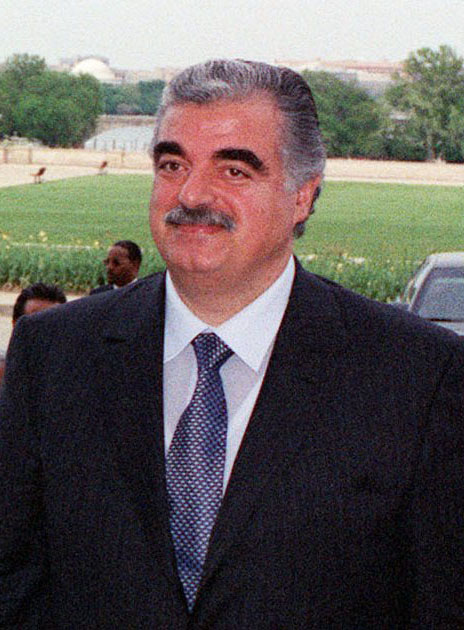
ラフィーク・ハリーリー／2月14日没

- 2月1日 - 中村通夫、国語学者（* 1911年）
- 2月1日 - 桂芳久、小説家（* 1929年）
- 2月2日 - マックス・シュメリング、ボクシング選手（* 1905年）
- 2月2日 - デビッド・ジョーンズ、パンアメリカン航空の広報担当支配人（* 1915年）[1]
- 2月2日 - 野辺地正之、心理学者（* 1921年）
- 2月3日 - エルンスト・マイヤー、生物学者（* 1904年）
- 2月4日 - ルイス・サンチェ、元プロ野球選手（* 1953年）
- 2月5日 - 石濱渉、工学者（* 1919年）
- 2月5日 - 津山直一、医学者（* 1923年）
- 2月5日 - ニャシンベ・エヤデマ、トーゴ大統領（* 1937年）
- 2月6日 - 竹下重人、弁護士（* 1922年）[2]
- 2月6日 - 藤田近男、実業家（* 1926年）
- 2月6日 - 土方鐵、作家（* 1927年）[3]
- 2月6日 - ラザール・ベルマン、ピアニスト（* 1930年）
- 2月6日 - 皆川睦雄、元プロ野球選手（* 1935年）[4]
- 2月8日 - 千早正隆、海軍軍人（* 1910年）
- 2月8日 - 大出晁、哲学者（* 1926年）
- 2月9日 - 浜田倫三、政治家（* 1914年）
- 2月9日 - 三富恒雄、プロ野球選手（* 1920年）
- 2月10日 - アーサー・ミラー、劇作家（* 1915年）[5]
- 2月11日 - 稲原幸雄、高校野球監督（* 1913年）[6]
- 2月11日 - ジュムガルベク・アマンバエフ、元キルギス副首相（* 1946年）
- 2月13日 - 島谷一美、柔道家・レスリング選手（* 1915年）
- 2月14日 - 淀井敏夫、彫刻家（* 1911年）
- 2月14日 - 戸沢政方、政治家・厚生官僚（* 1919年）
- 2月14日 - 松本正彦、漫画家（* 1934年）[7]
- 2月14日 - ラフィーク・ハリーリー、元レバノン首相（* 1944年）

## （15日 - 28日）

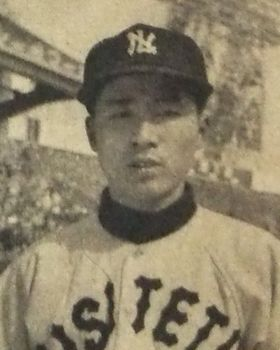
河村英文／2月16日没

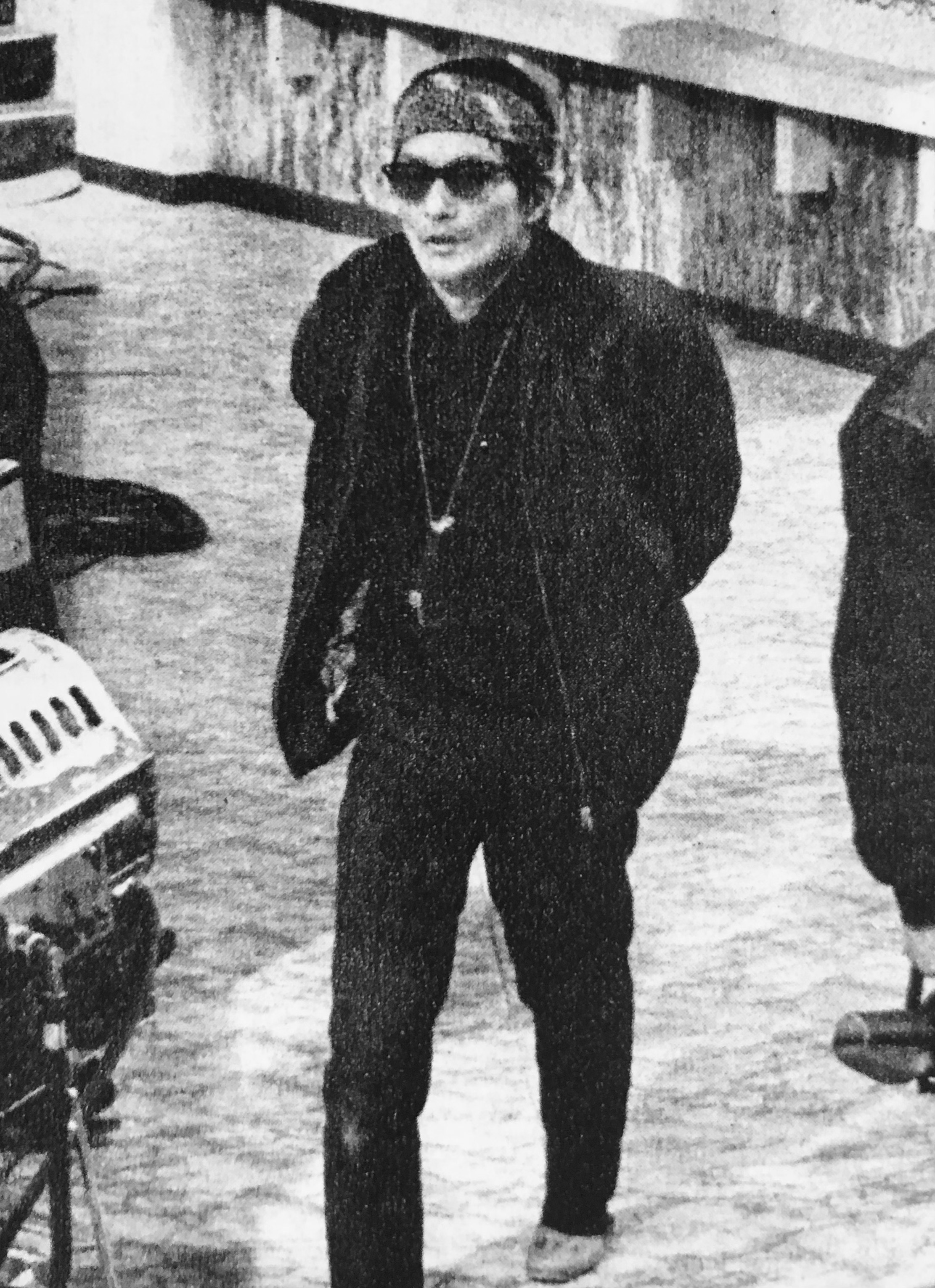
岡本喜八／2月19日没

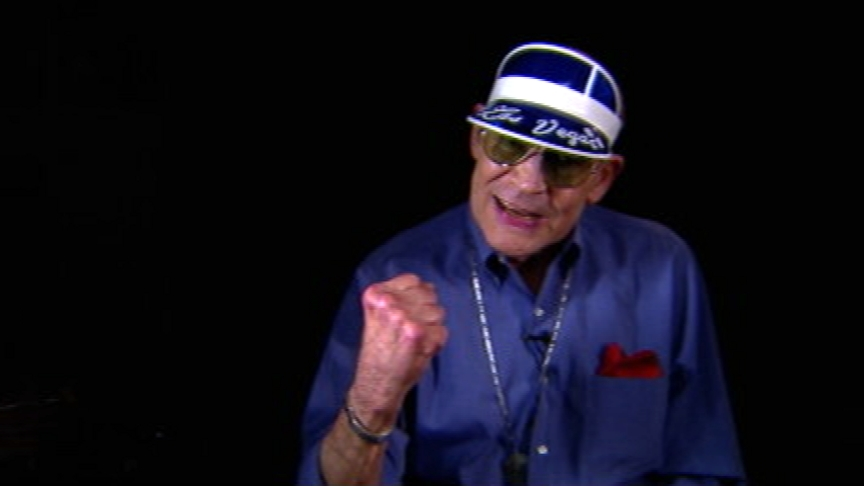
ハンター・S・トンプソン／2月20日没

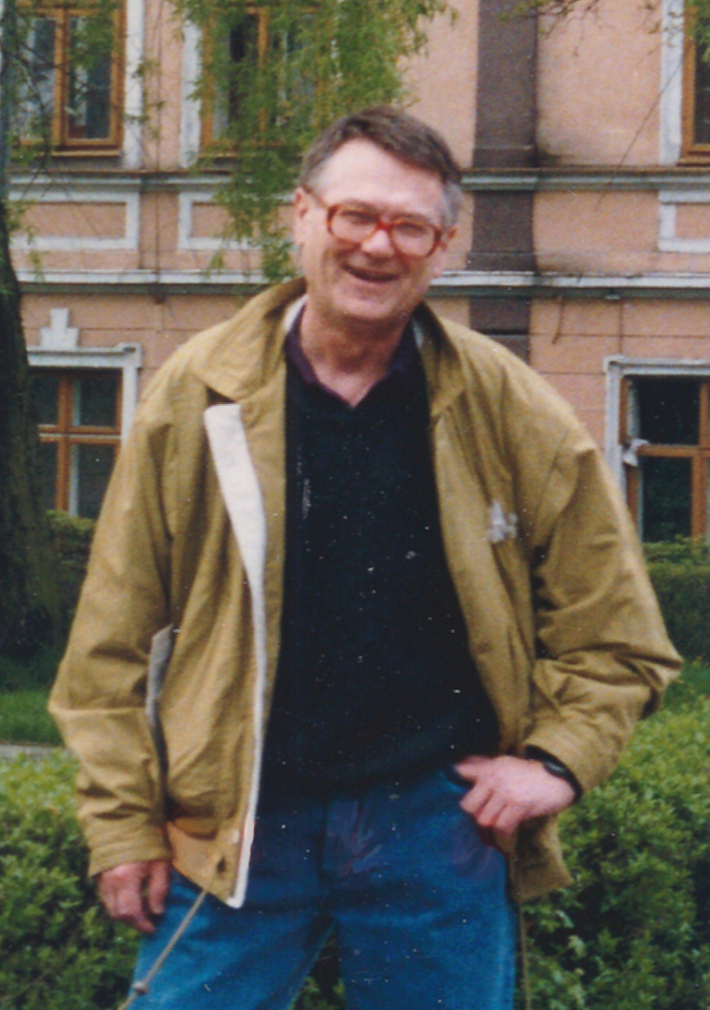
ズジスワフ・ベクシンスキー／2月21日没

- 2月15日 - 坂根哲夫、公取官僚 （* 1911年）
- 2月15日 - 劉炳森、書家、政治家（* 1937年）
- 2月16日 - 河村英文、元プロ野球選手（* 1933年）[8]
- 2月17日 - 天野建、元山梨県第5代知事（* 1928年）
- 2月18日 - 杉山英男、木質構造の学問・研究の草分け（* 1925年）
- 2月19日 - 岡本喜八、映画監督（* 1924年）[9]
- 2月20日 - 児玉末男、政治家（* 1921年）
- 2月20日 - 長橋芙美子、ドイツ文学者（* 1929年）
- 2月20日 - ハンター・S・トンプソン、ジャーナリスト（* 1937年）[10]
- 2月21日 - 橋口隆、政治家（* 1913年）[11]
- 2月22日 - ズジスワフ・ベクシンスキー、画家・写真家・芸術家（* 1929年）
- 2月22日 - レジー・ロビー、元NFL選手（* 1961年）
- 2月22日 - 羽生未来、タレント（* 1974年）[12]
- 2月24日 - 平井正穂、英文学者（* 1911年）
- 2月24日 - 蔦谷喜一、塗り絵作家（* 1914年）[13]
- 2月24日 - 西野一夫、元・東宝代表取締役副社長（* 1918年）
- 2月24日 - 佐竹申伍、小説家（* 1921年）
- 2月24日 - 西山広喜、右翼（* 1923年）
- 2月25日 - ピーター・ベネンソン、イギリスの弁護士、アムネスティ・インターナショナル設立者（* 1921年）
- 2月26日 - 大西昭男、英文学者（* 1926年）
- 2月27日 - 那須博之、映画監督（* 1952年）[14]
- 2月28日 - 飯島夏樹、ウィンドサーファー（* 1966年）[15]